# Bludný balvan Lipa Zofii
Bludný balvan Lipa Zofii, polsky Głaz narzutowy Lipa Zofii, se nachází na kopci, severozápadně od vesnice Syrynia v gmině Lubomia v okrese Wodzisław ve Slezském vojvodství v jižním Polsku.

## Další informace
Bludný balvan byl v době ledové přírodním procesem dopraven na místo ledovcem z Fennoskandinávie. Obvod kamene je 5,1 m (jiná data uvádějí 4,3 m). Na místě stávala lípa. Na balvanu je vytesán německý nápis:
| „ | Sophien = Linde 1822 | “ |

který lze přeložit do češtiny jako „Sofiina lípa“ a má souvislost s bývalou majitelkou oblasti kněžnou Sofií Eleonorou von Bodenhausen Lichnowskou z rodu Lichnovských z Voštic. Místo je celoročně volně přístupné.

## Galerie

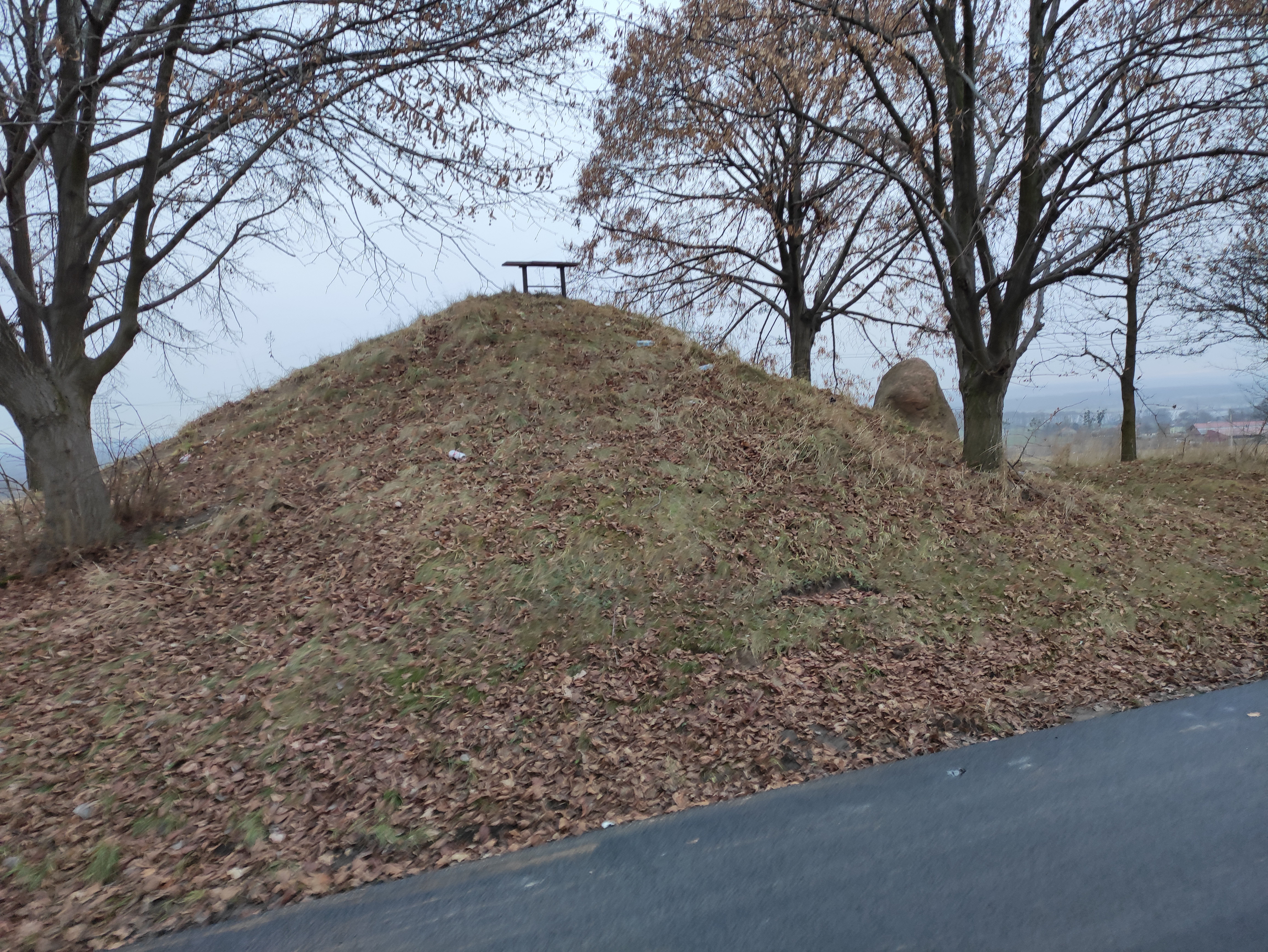
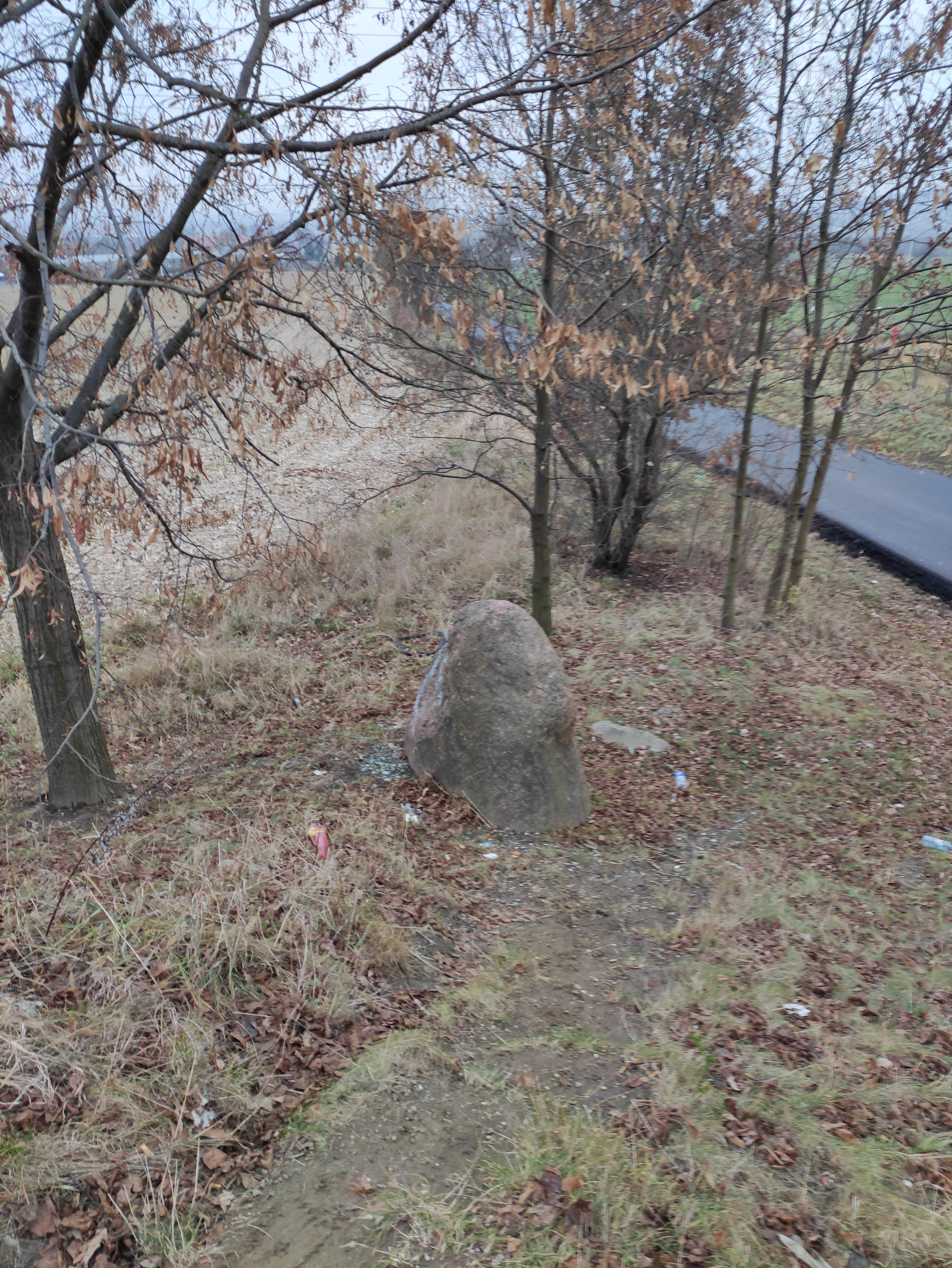
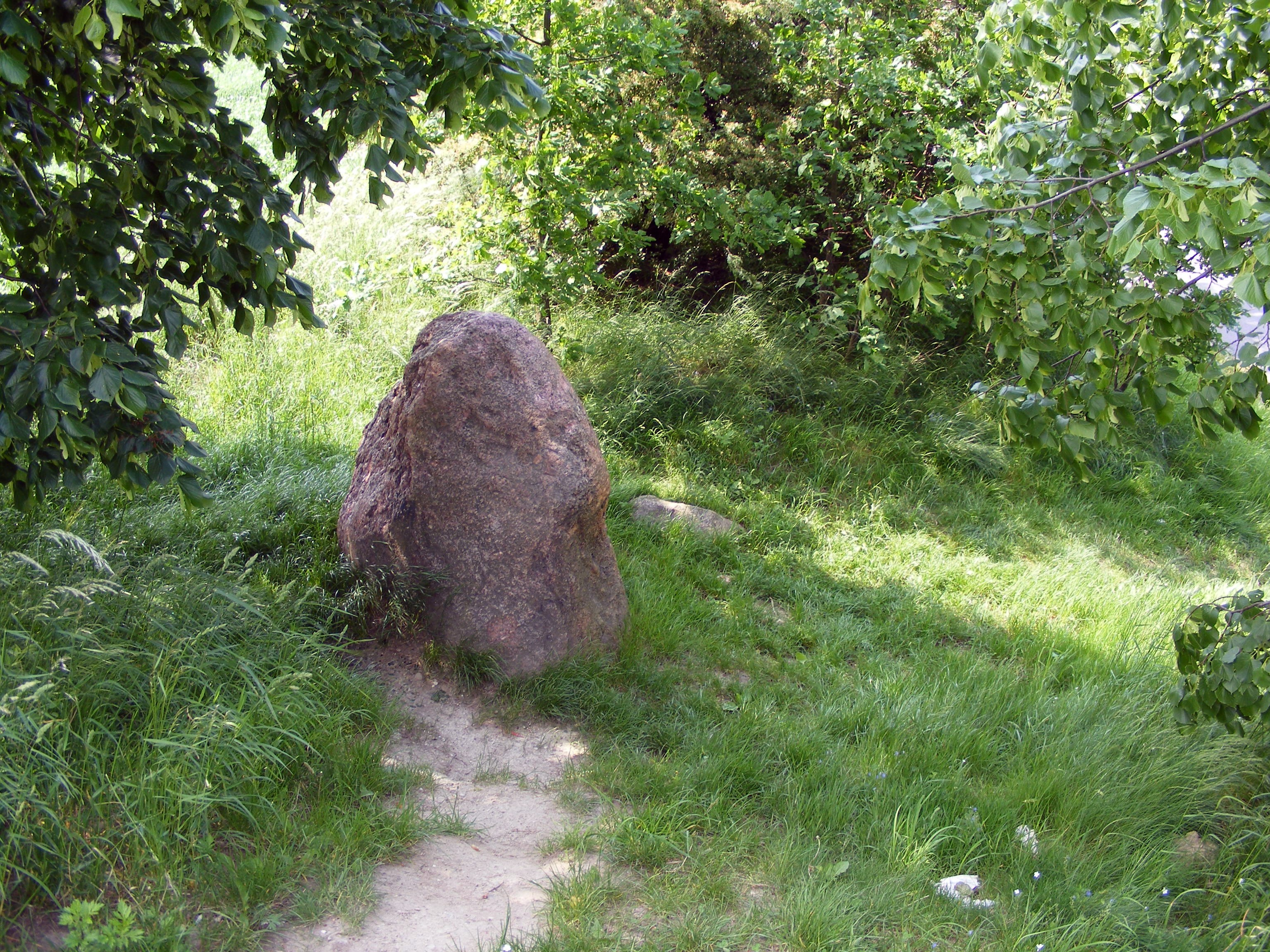
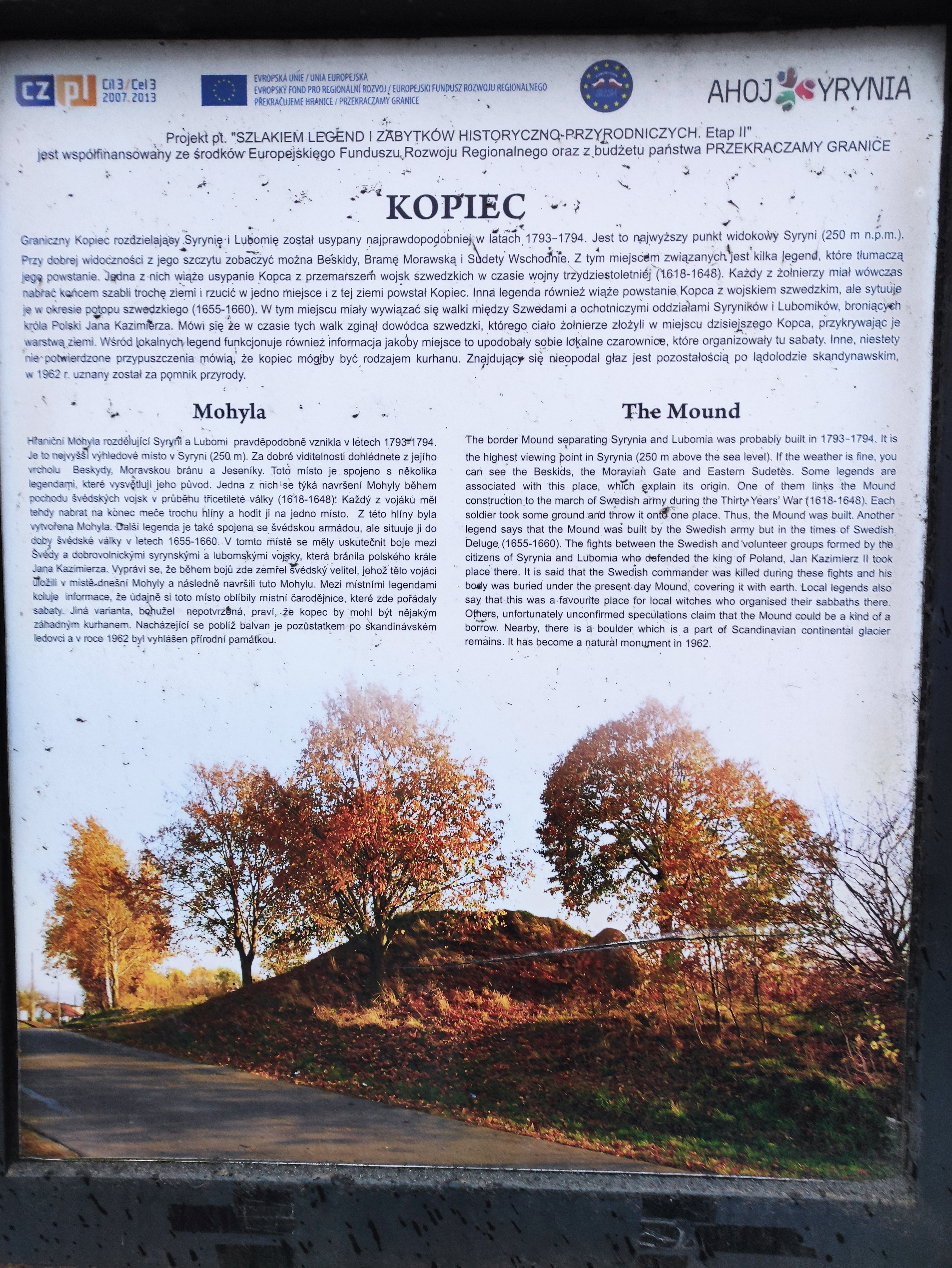
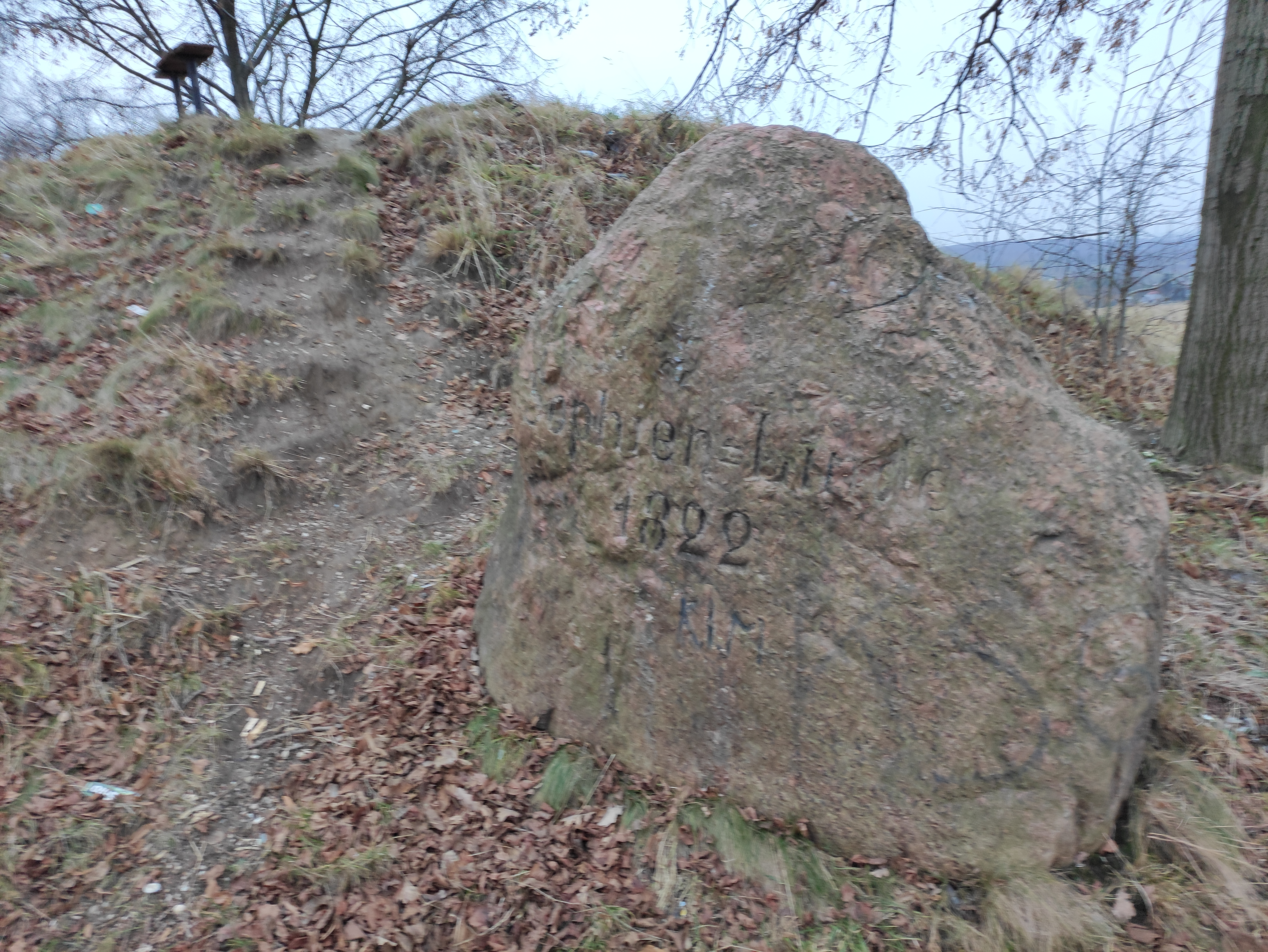